# Alexandra Lehmann
Alexandra Lehmann (* 21. Februar 2000 in Cecil Lake, British Columbia) ist eine schweizerisch-kanadische Eishockeytorhüterin. Sie spielt bei den Fribourg-Gottéron Ladies.

## Leben
Alexandra Lehmann wuchs in einer Bauernfamilie in Kanada auf. Ihr Großvater wanderte in den 1960er Jahren von Thurgau nach Kanada aus. Sie studierte Wissenschaft und Neurologie an der Carleton University in Ottawa.

## Sportliche Karriere
Sie begann ihre Eishockey-Karriere 2017/18 bei Meijer AAA Hockey 19U in den Vereinigten Staaten und spielte anschliessend zwei Jahre an der Carleton University im Spielbetrieb des kanadischen Collegeverbands U Sports, bevor sie während der COVID-19-Pandemie in die Schweiz kam. Die Spielzeiten 2020/21 und 2021/22 spielte sie beim Ladies Team Lugano, wo sie 2021 den Schweizer Meistertitel gewann. Danach spielte sie je eine Spielzeit beim EV Bomo Thun und beim SC Bern, bevor sie zu Fribourg-Gottéron kam. 2024 nahm Lehmann am Trainingslager des PWHL-Teams Ottawa Charge teil.
Lehmann gehört seit der Saison 2021/22 der Schweizer Frauen-Nationalmannschaft an und nahm mit dieser an den Weltmeisterschaften 2022 und 2024 teil, blieb jedoch bei beiden Turnieren ohne Einsatz.